# Rushan Abbas
Rushan Abbas (en uigur: روشەن ئابباس; en xinès: 茹仙·阿巴斯; Ürümchi, 14 de juny de 1967) és una periodista i activista dels drets humans uigur de nacionalitat estatunidenca. Va ser la fundadora i directora executiva de l'entitat sense ànim de lucre Campaign for Uyghurs.
El 1993, Abbas va cofundar i gestionar l'associació d'estudiants Uyghur Overseas Student i en fou la primera vicepresidenta. A més a més, fou elegida vicepresidenta de l'Associació americana dels uigurs (en anglès: Uyghur American Association), càrrec que ocupà durant dos mandats. Uns quants anys després, el 1998, quan Radio Free Asia va inaugurar un programa en uigur, Abbas esdevingué la primera periodista uigur que va emetre a Xinjiang.
El seu germà és el metge Gulshan Abbas que el govern xinès va empresonar a la regió de Xinjiang.